# Corcelles-en-Beaujolais
Corcelles-en-Beaujolais é uma comuna francesa na região administrativa de Auvérnia-Ródano-Alpes, no departamento de Ródano. Estende-se por uma área de 9,3 km². Em 2010 a comuna tinha 969 habitantes (densidade: 104,2 hab./km²).